# Дороті Лайвсей
Дороті Лайвсей (англ. Dorothy Kathleen May Livesay, 12 жовтня 1909, Вінніпег, Канада — 29 грудня 1996, Вікторія, Канада) — канадська поетеса й літературознавець. Дочка Ф. Г. Р. Лайвсей.

## Біографія
Навчаючись в 1930-х роках у Сорбонні (Париж), слухала виступи А. Барбюса.

## Творчість
Перша збірка віршів інтимної лірики — «Зелений глечик» вийшла друком у 1928 році. Під впливом виступів А. Барбюса звернулася до соціальної тематики. У збірках «День і ніч» (1944), «Вірші для народу» (1947), «Документальні поеми» (1968), «Дві пори року» (1972) викриває тяжкі умови праці робітників, злиденне становище національних меншин у Канаді, закликає до боротьби за мир, за соціальний прогрес. В автобіографічній повісті «Дитинство в Вінніпезі» (1973) розповіла про свою няню-українку, яка познайомила її матір з українськими народними піснями, про працю матері над перекладами з української мови. Автор збірок «Льодовий вік» (1975), «Права рука, ліва рука» (1977), «Жінка, якою я є» (1977). Досліджувала творчість Ф. Г. Р. Лайвсей та англомовних поетес Канади. Видала антологію «Сорок поетес Канади» (1972).

## Українські переклади
- [Вірші]. «Всесвіт». 1976. № 9.